# Liste der Nummer-eins-Hits in Norwegen (1996)
Diese Liste enthält alle Nummer-eins-Hits in Norwegen im Jahr 1996. Es gab in diesem Jahr 14 Nummer-eins-Singles und 22 Nummer-eins-Alben.
| Singles | Alben |
| --- | --- |
| - Coolio feat. L. V. – Gangsta’s Paradise - 13 Wochen (42/1995 – 2/1996) - George Michael – Jesus To A Child - 1 Woche (3/1996) - Babylon Zoo – Spaceman - 7 Wochen (4/1996 – 10/1996) - Savoy – Velvet - 2 Wochen (11/1996 – 12/1996) - The Prodigy – Firestarter - 3 Wochen (13/1996 – 15/1996) - Robert Miles – Children - 5 Wochen (16/1996 – 20/1996) - Fool’s Garden – Lemon Tree - 4 Wochen (21/1996 – 24/1996) - The Fugees – Killing Me Softly - 6 Wochen (25/1996 – 30/1996) - Bjelleklang – Gud! Hvor du er deilig - 4 Wochen (31/1996 – 34/1996) - Spice Girls – Wannabe - 5 Wochen (35/1996 – 39/1996) - Faithless – Imsomnia - 4 Wochen (40/1996 – 43/1996) - The Kelly Family – I Can’t Help Myself (I Love You, I Want You) - 3 Wochen (44/1996 – 46/1996, insgesamt 7 Wochen) - The Prodigy – Breathe - 1 Woche (47/1996) - The Kelly Family – I Can’t Help Myself (I Love You, I Want You) - 4 Wochen (48/1996 – 51/1996, insgesamt 7 Wochen) - No Doubt – Don’t Speak - 7 Wochen (52/1996 – 6/1997, insgesamt 8 Wochen; → 1997) | - Enya – The Memory Of Trees - 1 Woche (1/1996) - Hanne Boel – The Best Of Hanne Boel - 4 Wochen (2/1996 – 5/1996) - Jørn Hoel – Soulsville - 1 Woche (6/1996) - Nick Cave & The Bad Seeds – Murder Ballads - 2 Wochen (7/1996 – 8/1996) - Savoy – Mary Is Coming - 1 Woche (9/1996) - Bel Canto – Magic Box - 1 Woche (10/1996) - Vømmøl Spellmannslag – Vømmølmusikken - 1 Woche (11/1996) - Céline Dion – Falling into You - 4 Wochen (12/1996 – 15/1996, insgesamt 7 Wochen) - Amanda Marshall – Amanda Marshall - 1 Woche (16/1996) - Dum Dum Boys – Sus - 1 Woche (17/1996) - Trine Rein – Beneath My Skin - 1 Woche (18/1996) - D.D.E. – Det går likar no - 2 Wochen (19/1996 – 20/1996, insgesamt 8 Wochen) - George Michael – Older - 1 Woche (21/1996) - D.D.E. – Det går likar no - 2 Wochen (22/1996 – 23/1996, insgesamt 8 Wochen) - Metallica – Load - 1 Woche (24/1996) - D.D.E. – Det går likar no - 3 Wochen (25/1996 – 27/1996, insgesamt 8 Wochen) - Simon and Garfunkel – The Definitive Simon And Garfunkel - 2 Wochen (28/1996 – 29/1996, insgesamt 3 Wochen) - The Fugees – The Score - 1 Woche (30/1996, insgesamt 2 Wochen) - Simon and Garfunkel – The Definitive Simon And Garfunkel - 1 Woche (30/1996, insgesamt 3 Wochen) - The Fugees – The Score - 1 Woche (32/1996, insgesamt 2 Wochen) - D.D.E. – Det går likar no - 1 Woche (33/1996, insgesamt 8 Wochen) - Geir Børresen & Smurfene – Smurfehits - 3 Wochen (34/1996 – 36/1996) - R.E.M. – New Adventures In Hi-Fi - 5 Wochen (37/1996 – 41/1996) - Hanne Boel – Silent Violence - 2 Wochen (42/1996 – 43/1996) - Anne Grete Preus – Vrimmel - 4 Wochen (44/1996 – 47/1996) - The September When – Absolute The September When - 1 Woche (48/1996) - Enigma – Le roi est mort, vive le roi - 2 Wochen (49/1996 – 50/1996) - Céline Dion – Falling into You - 3 Wochen (51/1996 – 1/1997, insgesamt 7 Wochen) |
| | |

Siehe auch: Nummer-eins-Hits 1996 in  Australien, Belgien, Dänemark, Deutschland, Finnland, Frankreich, Irland, Italien, Japan, Kanada, Neuseeland, den Niederlanden, Österreich, Schweden, der Schweiz, Spanien, Ungarn, den Vereinigten Staaten und im Vereinigten Königreich.